# А-гей
Ageh (спрощ.: 阿给; кит. трад.: 阿給; певедзі: á-geh) або Tamsui ageh (спрощ.: 淡水阿给; кит. трад.: 淡水阿給; певедзі: Tām-súi á-geh) — фірмова страва, що походить із району Даньшуй міста Новий Тайбей і складається зі шматка смаженого тофу, начиненого вареною целофановою локшиною та запечатаного сурімі, яку широко продають продавці в цьому районі.  Назва а-гей походить від абурааге (aburaage (яп. 油揚げ) , age (яп. あげ) ), смаженого та тушкованого японського пакетика тофу, з якого готується а-гей.

## Культура
Повідомляється, що а-гей був створений у 1965 році Iông-tēⁿ Gím-bûn (楊鄭錦文), яка поєднала різноманітні продукти харчування, що продавалися у її кіоску на вулиці Чін-лі (真理街), щоб продати їх як новий продукт харчування. Ця оригінальна страва складається зі смаженого тофу, з якого виймають середину, начиняють целофановою локшиною, звареною у тушкованому свинячому фарші, запечатують і засипають сумішшю моркви та сурімі, а потім готують на пару до готовності. Ця страва поєднує в собі кілька прийомів з інших страв, у тому числі начинку абура-аге на кшталт інарізуші, покриття тофу сурімі для приготування Yong Tau Foo, а також використання целофанової локшини як начинки для багатьох фаршированих пирогів.
Окремі а-гей подаються з простим соєвим соусом або солодким соусом чилі. Взимку а-гей зазвичай їдять з тарілкою супу з фаршированих рибних кульок, а влітку - зі склянкою холодного соєвого молока влітку.

## Продавці
Серед відомих продавців а-гей у Даньшуй:
- Оригінальний магазин а-гей (老店阿給)
- Три сестри а-гей (三姊妹阿給)
- Веньхуа а-гей (文化阿給)